# العلاقات السيشلية الموريشيوسية
العلاقات السيشلية الموريشيوسية هي العلاقات الثنائية التي تجمع بين سيشل وموريشيوس.

## مقارنة بين البلدين
هذه مقارنة عامة ومرجعية للدولتين:
| وجه المقارنة                                              | سيشل                                                | موريشيوس                 |
| --------------------------------------------------------- | --------------------------------------------------- | ------------------------ |
| المساحة (كم2)                                             | 459                                                 | 2.04 ألف                 |
| عدد السكان (نسمة)                                         | 95.84 ألف                                           | 1.26 مليون               |
| الكثافة السكانية (ن./كم²)                                 | 20.88 ألف                                           | 617.65                   |
| العاصمة                                                   | فيكتوريا                                            | بورت لويس                |
| اللغة الرسمية                                             | لغة فرنسية، لغة إنجليزية، اللغة الكريولية السيشيلية | لغة إنجليزية، لغة فرنسية |
| العملة                                                    | روبية سيشلية                                        | روبي موريشي              |
| الناتج المحلي الإجمالي (بليون دولار)                      | 1.49 مليار                                          | 13.34 مليار              |
| الناتج المحلي الإجمالي (تعادل القوة الشرائية) بليون دولار | 2.54 مليار                                          | 25.36 مليار              |
| الناتج المحلي الإجمالي الاسمي للفرد دولار أمريكي          | 15.48 ألف                                           | 9.25 ألف                 |
| الناتج المحلي الإجمالي للفرد دولار أمريكي                 | 26.42 ألف                                           | 18.59 ألف                |
| مؤشر التنمية البشرية                                      | 0.772                                               | 0.777                    |
| رمز المكالمات الدولي                                      | +248                                                | +230                     |
| رمز الإنترنت                                              | .sc                                                 | .mu                      |
| المنطقة الزمنية                                           | ت ع م+04:00                                         | ت ع م+04:00              |

## منظمات دولية مشتركة
يشترك البلدان في عضوية مجموعة من المنظمات الدولية، منها:
| علم المنظمة | اسم المنظمة                                 | تاريخ انضمام سيشل | تاريخ انضمام موريشيوس |
| ----------- | ------------------------------------------- | ----------------- | --------------------- |
|             | وكالة ضمان الاستثمار متعدد الأطراف          | 15 سبتمبر 1992    | 28 ديسمبر 1990        |
|             | الأمم المتحدة                               | 21 سبتمبر 1976    | 24 أبريل 1968         |
|             | دول الكومنولث                               | 1976              | ?                     |
|             | الفريق المعني برصد الأرض                    | ?                 | ?                     |
|             | لجنة المحيط الهندي                          | ?                 | ?                     |
|             | منظمة حظر الأسلحة الكيميائية                | 29 أبريل 1997     | ?                     |
|             | منظمة الشرطة الجنائية الدولية               | 1 سبتمبر 1977     | ?                     |
|             | الاتحاد الأفريقي                            | ?                 | ?                     |
|             | البنك الإفريقي للتنمية                      | ?                 | ?                     |
|             | يونسكو                                      | 18 أكتوبر 1976    | 25 أكتوبر 1968        |
|             | مجموعة دول أفريقيا والكاريبي والمحيط الهادئ | ?                 | ?                     |
|             | مجموعة التنمية لأفريقيا الجنوبية            | ?                 | ?                     |
|             | الاتحاد البريدي العالمي                     | ?                 | ?                     |
|             | البنك الدولي للإنشاء والتعمير               | 29 سبتمبر 1980    | 23 سبتمبر 1968        |
|             | الاتحاد الدولي للاتصالات                    | 17 سبتمبر 1999    | 30 أغسطس 1969         |
|             | مؤسسة التمويل الدولية                       | 11 يونيو 1981     | 23 سبتمبر 1968        |
|             | المركز الدولي لتسوية المنازعات الاستشارية   | 19 أبريل 1978     | 2 يوليو 1969          |
|             | تحالف الدول الجزرية الصغيرة                 | ?                 | ?                     |

## وصلات خارجية
- موقع وزارة الخارجية السيشلية